# Кенгер-Менеузівська сільська рада
Кенге́р-Менеу́зівська сільська рада (рос. Кенгер-Менеузовский сельский совет) — муніципальне утворення у складі Біжбуляцького району Башкортостану, Росія. Адміністративний центр — село Кенгер-Менеуз.

## Населення
Населення — 1887 осіб (2019, 2161 в 2010, 2186 в 2002).

## Склад
До складу поселення входять такі населені пункти:
| Населений пункт      | Населення, осіб (2002) | Населення, осіб (2010) |
| -------------------- | ---------------------- | ---------------------- |
| Касимовка, присілок  | 121                    | 123                    |
| Кенгер-Менеуз, село  | 1344                   | 1323                   |
| Кунакулово, присілок | 521                    | 514                    |
| Разаєвка, присілок   | 83                     | 80                     |
| Чулпан, присілок     | 117                    | 121                    |